# 백승일
백승일(본명: 백장사, 1976년 3월 23일~)은 대한민국의 가수이자 전직 씨름 선수 출신이기도 하다. 1992년 순천상고 1학년을 중퇴한 뒤 민속 씨름에 입문하였고 이듬해 7월 춘천대회에서 역대 최연소인 17세에 천하장사에 올라 '소년장사'란 별명을 얻었다.

## 생애
전라남도 순천시 출신으로 순천상고(현, 순천효산고등학교)를 중퇴하고 1993년 씨름 프로선수로 데뷔하였다. 천하장사 3회, 백두장사 7회를 하였다.
1994년 부산 천하장사대회 결승에서 팀동료 이태현과 1시간 20분 총 12판까지 가는 접전 끝에 계체패를 당한 뒤 소속팀 청구와의 갈등, 그 후에 무릎부상과 슬럼프까지 겹치며 한때 위기를 맞기도 했다. 당시 이 경기는 '저울장사'가 탄생한 첫 사례였다.
1996년 대전대회에서 백두장사에 등극하며 재기에 성공하였다. 그러다 1997년 청구씨름단의 해체로 소속팀이 없는 무적선수가 되었고 1998년 진로씨름단을 시작으로 삼익, 신창건설 등으로 여러 팀을 전전하다 2000년 LG씨름단에 입단하여 선수생활을 이어 나갔다. 2001년 거제대회에서 라이벌 이태현을 연장전 끝에 3-2로 꺾으며 55개월만에 다시 백두장사에 오르는 감격을 맛보았다.
그러나 2004년 12월 LG씨름단마저 해체된 뒤 이적할 팀을 찾지 못하고 고향인 전남 순천 소속으로 출전한 2005년 2월 설날대회를 끝으로 은퇴를 하였다
2006년 씨름선수에서 트로트 가수로 변신해 타이틀곡 '나니까'로 가수 데뷔를 하며 연예계 활동을 시작했다.

## 학력
- 순천 성동초등학교 졸업
- 순천 이수중학교 졸업
- 순천상업고등학교(현, 순천효산고등학교) 중퇴

## 경력
- 청구 씨름단 선수
- 진로 씨름단 선수
- 삼익 씨름단 선수
- 신창건설 씨름단 선수
- LG투자증권 씨름단 선수

## 음반
- 1집 백승일 (2006년)
- 2집 앗싸라 (2009년)
- We Love The Trot (2012년)

## 홍보대사
- 2013 순천만 국제정원박람회 홍보대사

## 수상 경력
- 천하장사 3회, 백두장사 7회